# Vintjärnen (Stensele socken, Lappland)
Vintjärnen är en sjö i Storumans kommun i Lappland och ingår i Umeälvens huvudavrinningsområde.